# Història de la Unió Soviètica i la Rússia Soviètica (1917-1927)
La història de la Unió Soviètica té les seves arrels en la Revolució Russa de 1917. Els bolxevics, encapçalats per Vladímir Lenin, van sorgir com la principal força política a la capital de l'antic Imperi Rus, tot i que van haver de lluitar una llarga i cruel guerra contra els Blancs. Els bolxevics es donaren a conèixer com el Partit Comunista Rus, i el seu Exèrcit Roig guanyà finalment la guerra. A partir dels territoris de l'antic Imperi Rus sorgí la República Soviètica de Rússia, que juntament amb les d'Ucraïna, Belarús i la Transcaucàsia s'unirien per formar la Unió de Repúbliques Socialistes Soviètiques.

## Revolucions de 1917

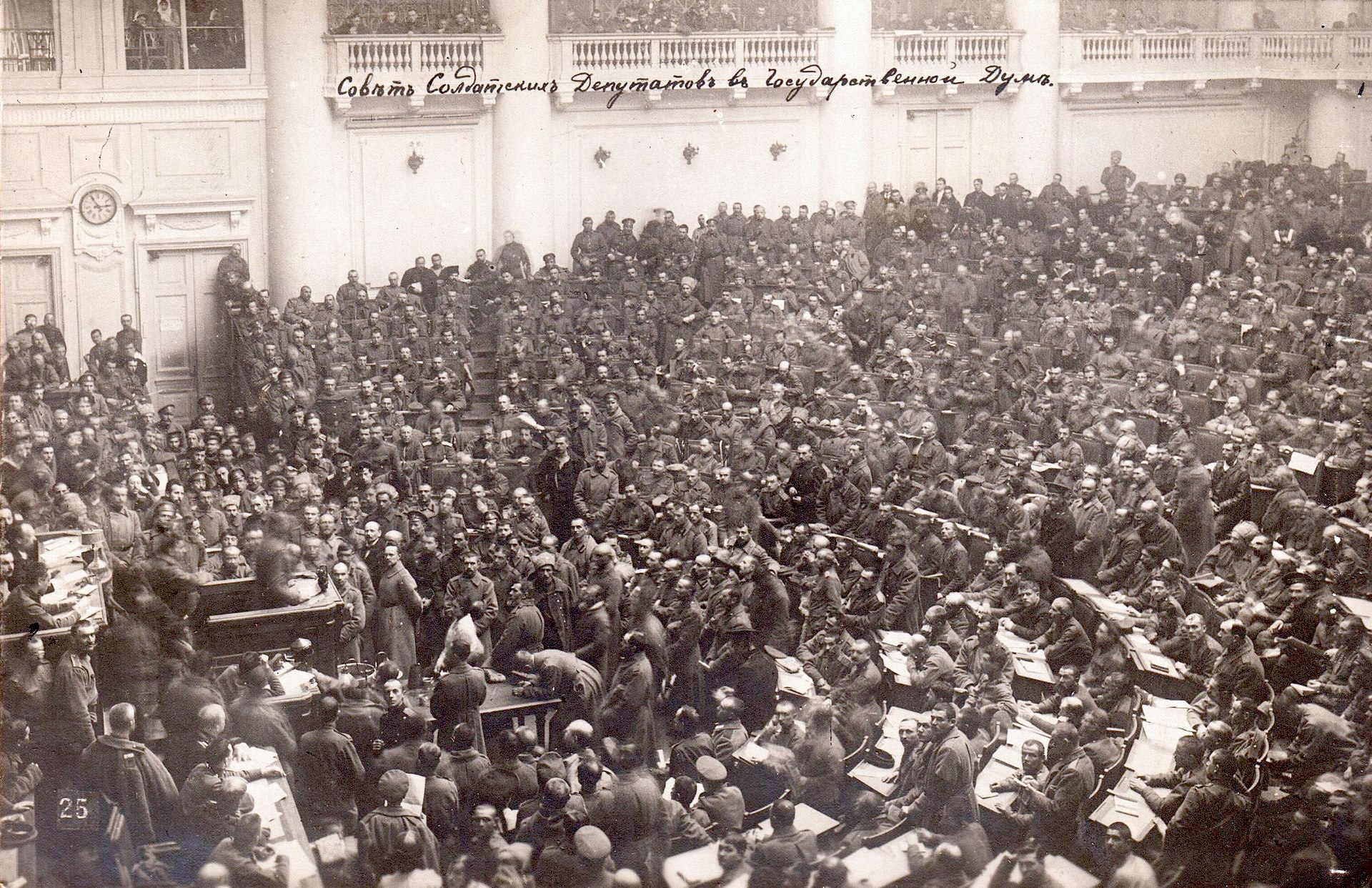
El Soviet de Petrograd al 1917

Durant la I Guerra Mundial, la Rússia Tsarista experimentà la fam i el col·lapse econòmic. El desmoralitzat exèrcit rus va patir greus derrotes militars, que provocaren la deserció de molts soldats del front de batalla. El descontentament vers la monarquia i la seva política de continuar la guerra va créixer contínuament. El Tsar Nicolau II abdicà al febrer de 1917 després dels disturbis generalitzats a Petrograd.
En aquell moment s'instal·là un govern provisional, encapçalat pel príncep Georgui Lvov, succeït per Aleksandr Kérenski, però van mantenir el seu compromís amb seguir amb la guerra al costat dels Aliats, tot i les crides generalitzades de diverses forces polítiques russes per buscar una solució pacífica al conflicte. El govern provisional també va anar posposant la reforma agrària exigida pels camperols, que llavors representaven més del 80% de la població.
Entre els militars el motí i la deserció fou una pauta generalitzada; la intel·lectualitat es mostrà descontenta per la lentitud de les reformes, la pobresa de la població empitjorava mentre que les disparitats dels ingressos i la desigualtat social es multiplicava, amb el govern provisional cada cop més autocràtic i que semblava que sucumbiria a una junta militar. Els soldats van tornar a les ciutats, donant les seves armes als enutjats treballadors socialistes de les fàbriques. Les condicions socials a les zones urbanes van ser terreny adobat per a la revolució.
Entre febrer i octubre de 1917 el poder del govern provisional va ser interrogat de forma coherent. Sorgí un sistema de "doble poder", car mentre que el govern provisional nominalment estava al poder, cada cop veia com creixia l'oposició del Soviet de Petrograd, controlat pels menxevics i els eseristes, tots dos partits socialistes i situats políticament a la dreta dels bolxevics. Es decidí no forçar més canvis en el govern a causa de la creença que la Revolució de Febrer era una revolució burgesa que s'encarregaria de l'aplicació de reformes democràtiques i conduiria a l'hora a una revolució proletària. Tot i això, seguien sent un orgue molt poderós.
Durant l'estiu de 1917 no es van poder realitzar ofensives militars, i les protestes a la capital va fer que les tropes haguessin d'anar a les ciutats a restablir l'ordre. Però en comptes de forçar una pau, les tropes s'uniren als amotinats. Durant aquest període, el suport al Partit Bolxevic anava creixent, i un dels seus protagonistes, Lev Trotsky, va ser triat com a president del Soviet de Petrograd, sent també directament responsable de la defensa de la ciutat i, per tant, de les seves forces militars.
El 24 d'octubre el govern provisional es mobilitzà contra els bolxevics, arrestant a activistes i destruint els seus materials de propaganda. Els bolxevics van poder presentar això com un atac contra el Sovièt Popular, dirigint-se cap al govern provisional i assumint el seu control el 25 d'octubre. Els menxevics i els situats a la dreta dels Revolucionaris Socialistes, ultratjats pels actes portats a terme en nom del Soviet, van abandonar el govern, deixant-lo completament en mans dels bolxevics i de la resta de Revolucionaris Socialistes d'Esquerra. El 25 d'octubre de 1917, s'establí el Sovnarkom per ser posteriorment formalitzat per la Constitució Russa de 1918 com el braç administratiu del Congrés dels Soviets. El 6 de gener de 1918, el VTsIK ratificà la dissolució de l'Assemblea Constituent Russa, que havia intentat establir una República Federal Democràtica Russa no bolxevic com a forma permanent de govern en la seva sessió de Petrograd celebrada entre el 5 i el 6 de gener de 1917.

## La Guerra Civil Russa
Abans de la Revolució, la doctrina del centralisme democràtic bolxevic argumentà que tan sols una organització fortament unida i secreta podria aconseguir enderrocar el govern; mentre que després de la Revolució, argumentaren que només una organització podria prevaldre contra els enemics estrangers i domèstics. Haver de combatre una guerra civil obligaria al Partit a posar en pràctica aquests principis.
Argumentant que la revolució no necessitava més que una mera organització parlamentària, sinó que més aviat un partit d'acció que funcionés com un orgue científic de direcció, una avantguarda d'activistes i un orgue central de control, el X Congrés del Partit prohibí les faccions dins del Partit, iniciativa que en origen només havia de ser una mesura temporal després de la commoció provocada per la Rebel·lió de Kronstadt. També s'afirmà que el partit havia de ser un cos d'elit de revolucionaris professionals que dediquessin les seves vides a la causa i a portar a terme les seves decisions amb una disciplina de ferro, avançant per tant cap a posar activistes lleials al partit al capdavant de les institucions polítiques noves i velles, les unitats de l'exèrcit, les fàbriques, hospitals, universitats i proveïdors de menjar. En aquest context, el sistema de la nomenklatura evolucionaria fins a convertir-se en una pràctica habitual.
En teoria, aquest sistema havia de ser democràtic, car tots els orgues dirigents del Partit serien elegits des de les bases, centralitzant també des dels rangs inferiors fins a les màximes institucions. En la pràctica, aquest "centralisme democràtic" va ser centralista, amb les decisions dels orgues superiors vinculant les dels orgues inferiors. Amb el temps, els quadres del Partit es tornarien cada cop més ambiciosos i professionals. La pertinença al Partit requeria exàmens, cursos especials, escoles, i la nominació per 3 membres.
Al desembre de 1917, es fundà la primera força de seguretat interior bolxevic, la Txekà. Posteriorment canviaria el seu nom per GPU, OGPU, MVD, NKVD i, finalment, KGB. Durant la Guerra Civil, el 5 de setembre de 1918, la Txekà va ser la rebre la responsabilitat de senyalar les restes del règim del Tsar, els membres dels partits d'esquerra opositors, com el Partit Social-Revolucionari i d'altres grups antibolxevics com els cosacs, la política del Terror Roig. Com va dir Fèlix Dzerjinski, primer cap de la Txeca al juny del 1918 al diari "Nova Vida", "representem el terror organitzat: hem de dir-ho ben clarament, el terror és ara molt necessari per les condicions en què estem vivint en un moment de revolució".

## La Guerra polonesosoviètica
Les fronteres amb Polònia, que havia establert un govern independent inestable després de la Primera Guerra Mundial, i l'antic Imperi Tsarista, van tornar-se caòtiques per les repercussions de la Revolució Russa i la Guerra Civil. La Polònia de Józef Piłsudski formà una nova federació (Międzymorze), per bastir un bloc a l'Europa Oriental que servis de baluard contra Rússia i Alemanya, mentre que Rússia preveia expandir la Revolució cap a l'oest mitjançant l'ús de la força. Quan Piłsudski portà a terme una amenaça contra Ucraïna el 1920, va ser rebut per una ofensiva de l'Exèrcit Roig que s'endinsà en el territori polonès arribant fins a les portes de Varsòvia. Però Piłsudski aconseguí aturar l'avanç soviètic a la batalla de Varsòvia i reprengué l'ofensiva. La Pau de Riga, signada a inicis de 1212, dividí Belarús i Ucraïna entre Polònia i Rússia.

## La creació de la Unió Soviètica
El 29 de desembre de 1922, en una conferència de penipotenciaris de les delegacions de la República Soviètica de Rússia, d'Ucraïna, de Belarús i de Transcaucàsia aprovaren el Tractat de Creació de l'URSS i la Declaració de la Creació de l'URSS, formant la Unió de Repúbliques Socialistes Soviètiques. Ambdós documents van ser ratificats pel I Congrés dels Soviets de l'URSS i signats pels caps de les delegacions (Mikhaïl Kalinin, Mikha Tskhakaia, Mikhaïl Frunze, Grigori Petrovski i Aleksandr Txeriakov, respectivament), el 30 de desembre de 1922.

## La Nova Política Econòmica

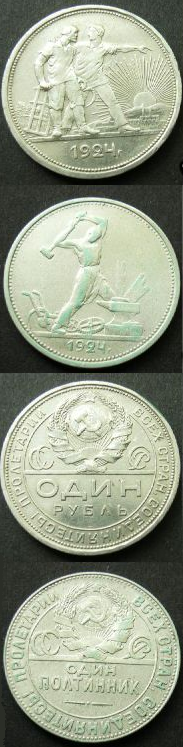
Monedes soviètiques de 1924

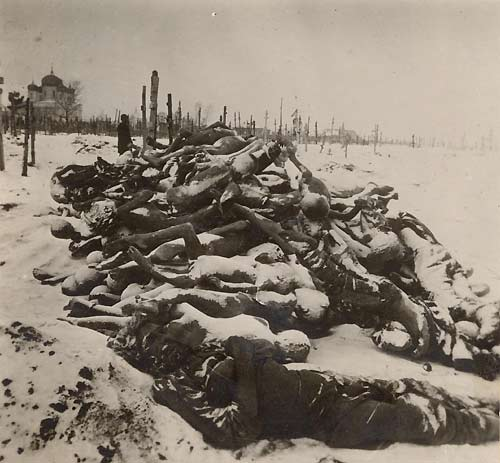
Cadàvers de les víctimes de la fam russa a Buzuluk, a pocs kilòmetres de Saràtov.

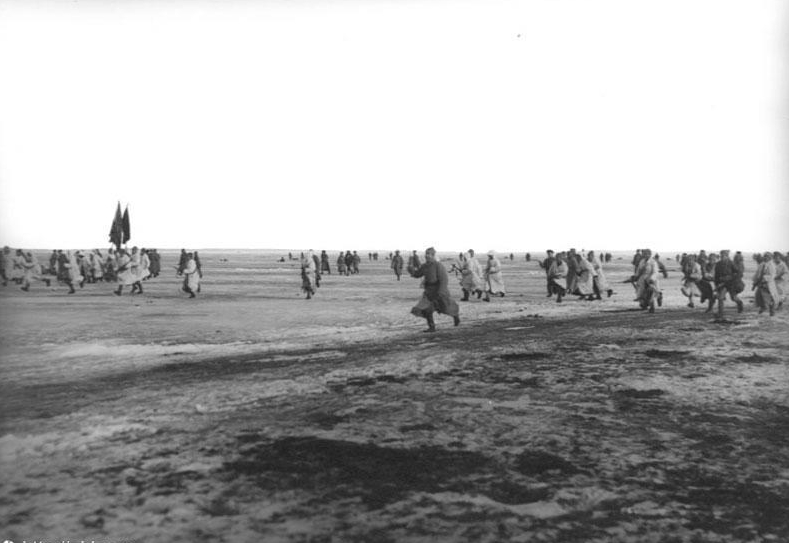
Tropes de l'Exèrcit Roig disparant a grangers i a oponents al comunisme sobre les aigües congelades del mar Bàltic durant la Rebel·lió de Kronstadt, març de 1921

Durant la Guerra Civil, els bolxevics aprovaren el comunisme de guerra, que suposà la desintegració dels latifundis i la presa per la força dels excedents agrícoles. La Rebel·lió de Kronstadt senyalà la creixent impopularitat de la guerra al comunisme al camp: al març de 1921, al final de la guerra civil, mariners desil·lusionats, principalment camperols que inicialment havien estat els partidaris més ferms dels bolxevics al govern provisional, van revoltar-se contra el nou govern. Tot i que l'Exèrcit Roig, comandat per Lev Trotsky, travessà el gel sobre el mar Bàltic per esclafar ràpidament la revolta, aquest signe de creixent descontent obligà al Partit a fomentar una àmplia amenaça de la classe obrera i camperola (llavors el 80% de la població), tot i que la facció esquerrana del Partit afavoria representar exclusivament els interessos del proletariat internacional. En el X Congrés del Partit es decidí posar final al Comunisme de Guerra i instaurar la Nova Política Econòmica, en què l'Estat permetia existir un mercat limitat. Amb unes certes restriccions es permeté l'existència d'empreses privades i s'alleugeriren una mica les restriccions a l'activitat política.
Amb tot, el pas clau va ser l'estat dels excedents agrícoles. En lloc de requisar aquests excedents a fi d'alimentar la població urbana (segell del comunisme de guerra), la Nova Política Econòmica va permetre als camperols vendre els seus excedents de producció en un mercat obert. Mentrestant, l'Estat seguia mantenint la propietat estatal del que Lenin anomenà les bases de l'economia: la indústria pesant, el carbó, el ferro, els sectors metal·lúrgics, la banca i els components financers de l'economia. Totes aquestes indústries donaven feina a la major part dels habitants urbans. Sota la Nova Política Econòmica, les indústries estatals serien parcialment lliures de prendre les seves pròpies decisions econòmiques.
La Nova Política Econòmica (1921-1929) va ser essencialment un període de socialisme de mercat semblant a les reformes Dengist a la Xina comunista després de 1928, en què es donà un paper als empresaris privats i als mercats dins d'uns certs límits, basant-se en el comerç i els preus, en lloc de realitzar un pla completament centralitzat.
Durant el període de la Nova Política Econòmica, no només la producció agrícola es recuperà fins als nivells anteriors a la revolució bolxevic, sinó que millorà. La desintegració dels estats terratinents quasi-feudals del camp de l'època tsarista donà majors incentius als camperols per maximitzar la seva producció: ara podrien vendre els seus excedents en un mercat obert i les despeses dels camperols donaven un impuls als sectors de fabricació a les zones urbanes. Com a resultat de la Nova Política Econòmica i la desintegració dels latifundis, la Unió Soviètica es convertí en el major productor mundial de gra.
L'agricultura, això no obstant, es recuperà de la Guerra Civil molt més ràpidament que la indústria pesant. Les fàbriques, greument malmeses per la guerra i la depreciació del capital, era molt menys productiva. A més, l'organització de les empreses en fideicomisos o sindicats que representaven un sector determinat de l'economia podria contribuir als desequilibris entre l'oferta i la demanda associada als monopolis. A causa de la falta d'incentius presentats per la competència del mercat, i amb poc o cap control de l'Estat sobre les seves polítiques internes, els fideicomisos podien vendre els seus productes a preus més alts.
La recuperació més lenta de la indústria plantejaria alguns problemes per als camperols. Com que l'agricultura era relativament més productiva, els índexs dels preus relatius dels productes industrials van ser més alts que els dels productes agrícoles. El resultat d'això va ser el que Trotsky considerà que la crisi "tisora" per la forma semblant d'unes tisores del gràfic que representava els canvis dels índexs de preus relatius. En altres paraules, els camperols haurien de produir més grans per comprar béns de consum a les zones urbanes. Com a resultat, alguns camperols van guardar els excedents agrícoles en previsió de preus més alts, la qual cosa contribuí a una lleu mancança a les ciutats. Això, per descomptat, és el comportament del mercat especulatiu, la qual cosa va ser mal vista per molts quadres del Partit Comunista, que considerava l'explotació dels consumidors urbans.
Mentrestant, el partit va prendre mesures constructives per fer front a la crisi, tractant que els preus dels productes manufacturats baixessin i s'estabilitzés la inflació, mentrestant la imposició de controls de preus sobre els principals béns industrials i les divisions o fideicomisos a fi d'augmentar l'eficiència econòmica.

## Mort de Lenin i final de la Nova Política Econòmica

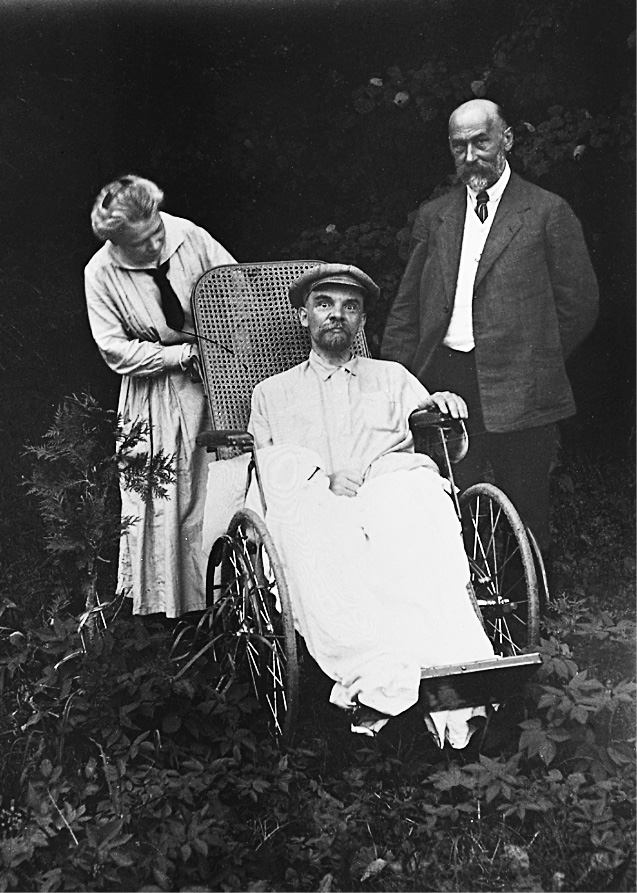
Darrera fotografia de Lenin

Com a resultat de la malaltia de Lenin, la posició de secretari general es tornà més important del que originàriament s'havia previst, creixent el poder de Stalin. Arran del tercer atac de Lenin, una troika formada per Stalin, Zinóviev i Kàmenev suggerí prendre el lideratge del Partit i del país pel dia a dia, a més de tractar de bloquejar a Trotsky la presa del poder. Lenin, cada cop més inquiet per Stalin, i després del seu infart cerebro-vascular al desembre de 1922, dictà una carta al Partit criticant-lo i instant a la seva destitució com a secretari general. Stalin era conscient del Testament de Lenin i actuà per mantenir aïllat a Lenin per motius de salut, augmentant el seu control sobre l'aparell del Partit.
Zinóviev i Bukharin es preocuparen per l'augment de poder de Stalin i proposaren que l'Orgburó, dirigit per Stalin, fos abolit, i que Zinóviev i Trotsky fossin afegits a la secretaria del Partit, la qual cosa disminuiria el paper de Stalin com a secretari general. Stalin reaccionà furiosament, l'Orgburó va continuar, però Bukharin, Trotsky i Zinóviev passaren a formar-hi part.
A causa de les creixents diferències polítiques amb Trotsky i la seva Oposició d'Esquerra a la tardor de 1923, la troika formada per Stalin, Zinóviev i Kàmenev tornà a reunir-se. Al XII Congrés del Partit de 1923, Trotsky no va usar el Testament de Lenin com a eina contra Stalin per por de posar en perill d'estabilitat del partit.
Lenin va morir el 21 de gener de 1924, i el seu testament va ser llegit en veu alta al Comitè Central duran el mes de maig, però Zinóviev i Kàmenev van argumentar que les objeccions de Lenin s'havien mostrat sense fonament i que Stalin havia de continuar sent el secretari general del Partit. El Comitè Central decidí no publicar el Testament de Lenin.
Mentrestant, la campanya en contra de Trotsky s'intensificà i va ser rellevat del seu càrrec de Comissari del Poble per la Guerra abans de finals d'any. El 1925, Trotsky va ser denunciat pel seu assaig Lliçons d'octubre, on critica a Zinóviev i a Kàmenev per oposar-se inicialment als plans de Lenin per a iniciar una insurrecció el 1917. Trotsky va ser també denunciat per la seva teoria de la revolució permanent que contradeia la posició de Stalin que el comunisme havia de ser construït en un país, Rússia, sense una revolució en tot el món. Com que les perspectives d'una revolució a Europa, especialment a Alemanya, es convertiren cada vegada més tènues durant la dècada de 1920, la posició teòrica de Trotsky comença a ser cada vegada més pessimista i més llunyana en quant es referia a l'èxit del socialisme rus.
Amb la dimissió de Trotsky com a Comissari de la Guerra, la unitat de la troika començà a desfer-se. Zinóviev i Kàmenev començaren de nou a témer el poder de Stalin i començaren a veure amenaçades les seves posicions. Stalin es dirigí a Bukharin per aliar-se amb ell i els seus seguidors, que donaven suport a la Nova Política Econòmica i alentaven una desacceleracció en els esforços de la industrialització i una tendència a incrementar la producció agrícola mitjançant els incentius als camperols mitjançant els incentius de mercat. Zinóviev i Kàmenev van denunciar aquesta política com un retorn al capitalisme. El conflicte esclatà en el XIV Congrés del Partit, celebrat el 1925, amb Zinóviev i Kàmenev protestant contra les polítiques dictatorials de Salin i intentant reviure el tema del Testament de Lenin, tema prèviament enterrat. Stalin ara usà les prèvies crítiques de Zinóviev i Kàmenev a la derrota per degradar-los i s'envoltà d'aliats com Viatxeslav Mólotov, Kliment Voroixílov i Mikhaïl Kalinin. Trotsky va ser expulsat del Politburó el 1926. Al XIV Congrés també es perceberen els primers signes del culte a la personalitat cap a Stalin, qual se'l refereix per primera vegada com a "líder" i és objecte d'efusius elogis per parts dels delegats.
Trotsky, Zinóviev i Kàmenev formaren una Oposició Unida contra les polítiques de Stalin i Bukharin, però perderen influència com a resultat de les disputes internes del Partit i, el 1927, Trotsky, Zinóviev i Kàmenev van ser expulsats del Comitè Central. Al novembre, abans del XV Congrés, Trotsky i Zinóviev van ser expulsats del Partit Comunista i Stalin tractà d'impedir qualsevol temptativa de l'oposició de fer pública la seva lluita. Quan el Congrés es convocà finalment el 1927, Zinóviev havia capitulat finalment davant de Stalin i denuncià la seva anterior adhesió a l'oposició com "anti-leninista" i els pocs membres restants encara lleials a l'oposició van ser objecte d'insults i humiliacions. A inicis de 1928, Trotsky i d'altres líders de l'Oposició d'Esquerra van ser sentenciats a l'exili intern.
En aquell moment, Stalin es dirigí contra Bukharin, fent seves les crítiques de Trotsky contra les seves polítiques d'ala dreta i va promoure una nova línia general afavorint la col·lectivització de la pagesia i la ràpida industrialització de la indústria, obligant a Bukharin i als seus seguidors en una Oposició de Dreta.
A la reunió del Comitè Central celebrada al juliol de 1928, Bukharin i els seus seguidors argumentaren que les noves polítiques de Stalin causarien un trencament amb la pagesia. Bukharin també va fer menció al Testament de Lenin. Mentre que Bukharin gaudia del suport de l'organització del Partit a Moscou i el lideratge de diversos comissariats, el control de Stalin sobre la secretaria general va ser decisiva, car aquest va poder manipular les eleccions als càrrecs del Partit per tot el país, donant-li el control d'una gran part del Comitè Central. L'Oposició de Dreta va ser derrotada, i Bukharin intentà formar una aliança amb Kàmenev i Zinóviev; però ja era massa tard.

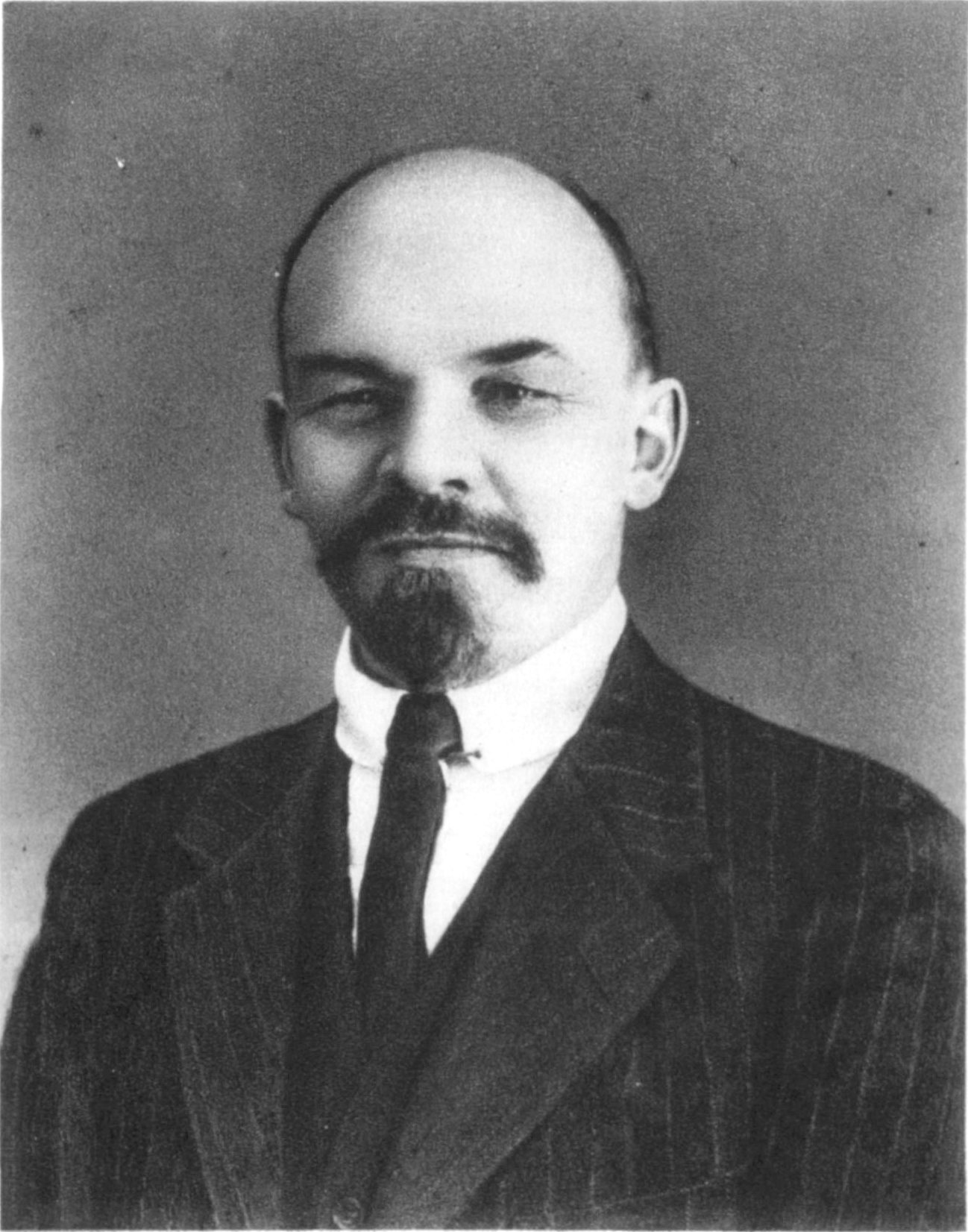
Lenin
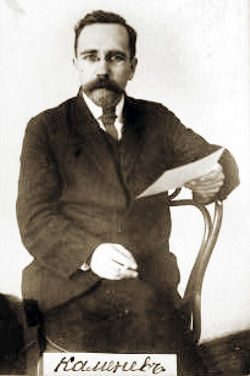
Lev Kàmenev
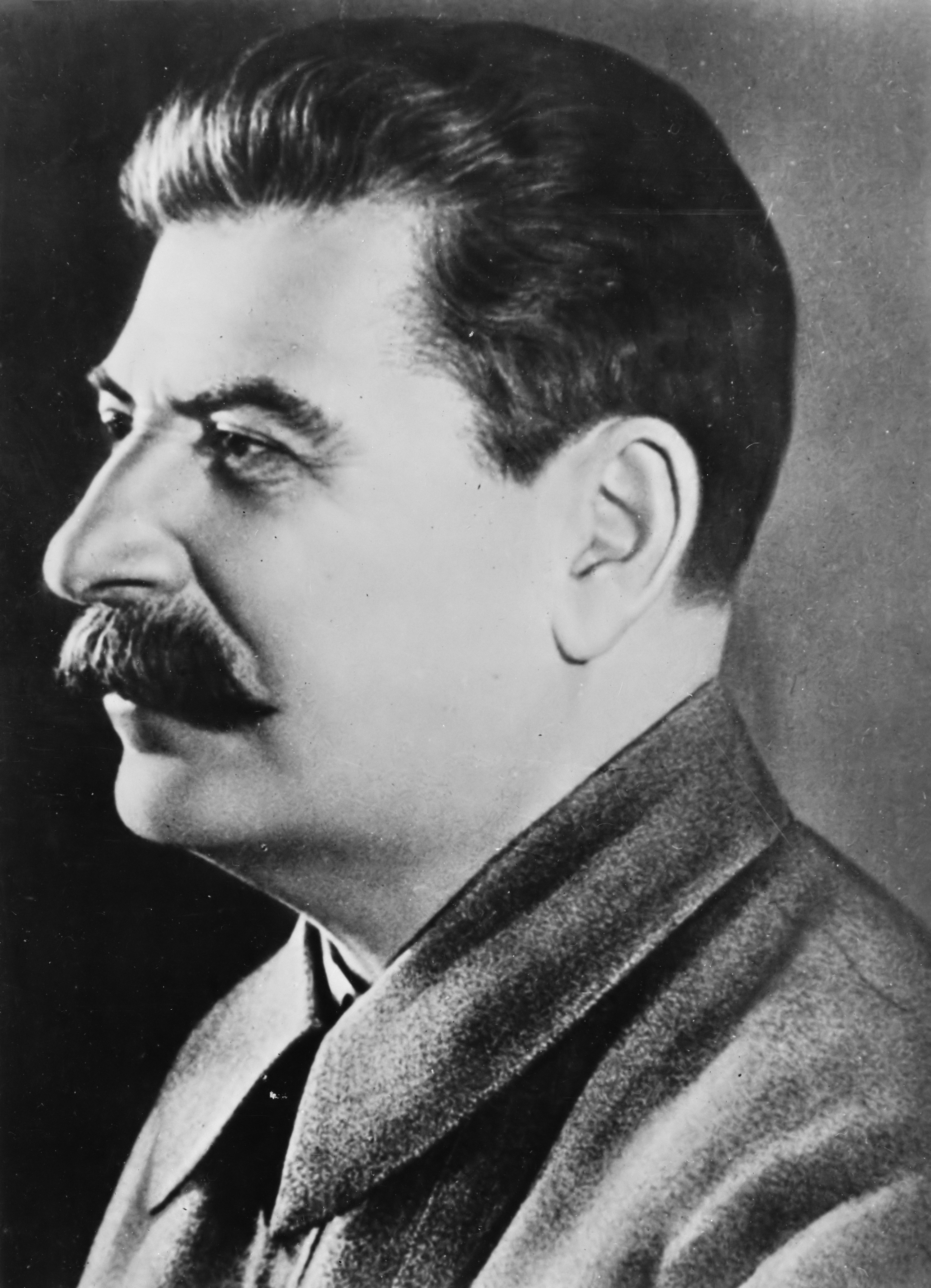
Ióssif Stalin
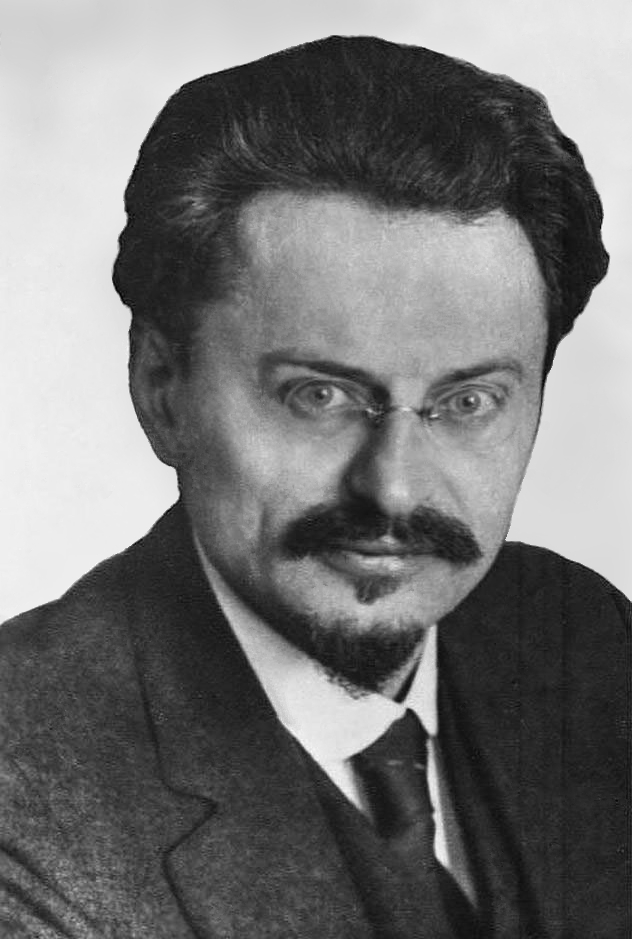
Lev Trotsky
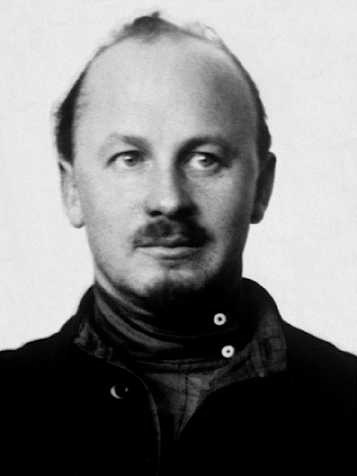
Nikolai Bukharin